# Trigonia microcarpa
Trigonia microcarpa är en tvåhjärtbladig växtart som beskrevs av Paul Antoine Sagot och Warming. Trigonia microcarpa ingår i släktet Trigonia och familjen Trigoniaceae. Inga underarter finns listade i Catalogue of Life.